# Begonia yingjiangensis
Espèce
Begonia yingjiangensis est une espèce de plantes de la famille des Begoniaceae.
L'espèce fait partie de la section Platycentrum.
Elle a été décrite en 1999 par Shu Hua Huang (1938-).

## Répartition géographique
Cette espèce est originaire du pays suivant : Chine.